# Der vierte Stand
Der vierte Stand (italienisches Original: Il Quarto Stato) ist der Titel des berühmtesten Gemäldes des piemontesischen Künstlers Giuseppe Pellizza da Volpedo. Es wurde nach mehrjähriger Vorarbeit im Jahr 1898 begonnen und 1901 fertiggestellt.
Pellizza da Volpedo bearbeitete das Bild hauptsächlich in einer divisionistischen Maltechnik. Wenngleich vom zeitgenössisch modernen Neoimpressionismus beeinflusst, zählt es zu den bedeutendsten Werken der Malerei des späten Realismus in Italien.
Es handelt sich dabei um ein monumentales, auf einer Fläche von fast 16 Quadratmetern (293 cm × 545 cm) mit Öl auf Leinwand gemaltes, von „erdig“ wirkenden rostrot-sandfarbenen Tönen dominiertes Kunstwerk, das eine kommende Präsenz und Erstarkung der Arbeiterbewegung zu Beginn des 20. Jahrhunderts (symbolisch übertragen „... eines neuen Zeitalters“) sinnbildlich darstellend beschwört und dieser Bewegung zugleich ein bis in die Gegenwart nachwirkendes Denkmal setzt.
Das Originalgemälde ist in der Mailänder Galerie Moderner Kunst (Galleria d’Arte Moderna) zu besichtigen.

## Vorarbeit

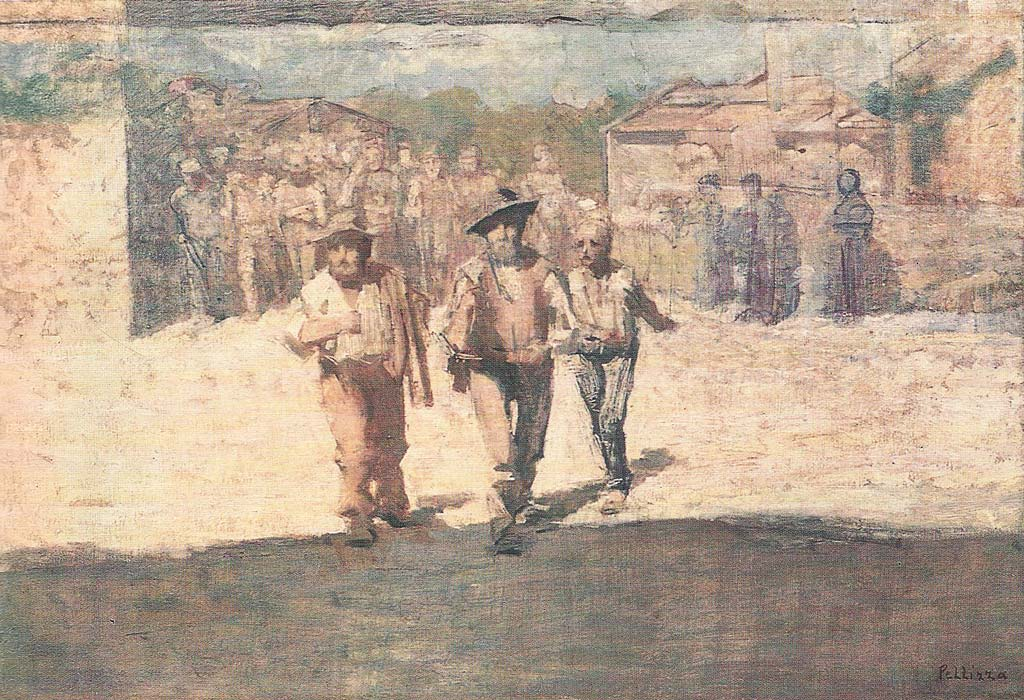
Erste Version des Themas aus dem Jahr 1891/1892: „Ambasciatori della Fame“ (übersetzt: „Botschafter des Hungers“)

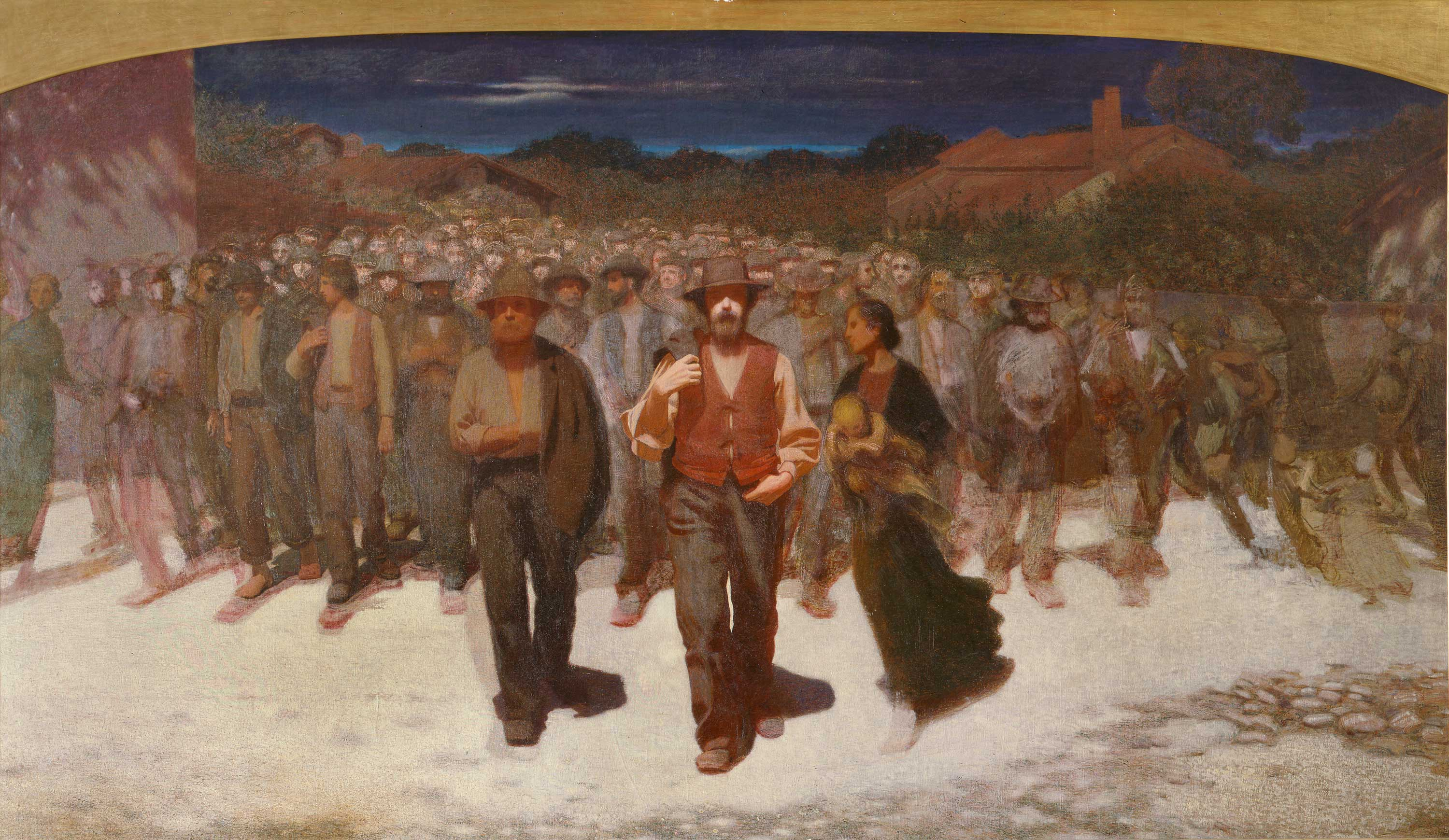
Vorgängerversion des Bildes aus dem Jahr 1895: „La Fiumana“ (übersetzt: „Der Menschenstrom“ bzw. „Der lebende Strom“)

Der Arbeit am endgültigen Gemälde, dem sich Pellizza da Volpedo zunächst (im Jahr 1898) unter dem Arbeitstitel „Der Weg der Arbeiter“ (italienisch: Il cammino dei lavoratori) zugewandt hatte, ging ein etwa siebenjähriger Schaffensprozess voraus, während dessen er das Thema „Aufbruch der Arbeiterbewegung“ mit jeweils unterschiedlichen Zwischengemälden, aber ähnlichen Motiven bearbeitete (beispielsweise „Botschafter des Hungers“ (1891/1892), „Der Menschenstrom“ (1895/1896)) und inhaltlich zusehends deutlicher werdend (auf das Wesentliche konzentriert) verfeinerte. Von Version zu Version werden zunächst mit abgebildete Gebäude und Landschaftsanteile weggelassen, wohingegen die Menschen immer stärker das zentrale Motiv bilden, bis schließlich fast die ganze Bildfläche von ihnen eingenommen wird.
Die über die Jahre hinweg durch ihn angefertigten Skizzen und Porträts von Landarbeitern seines piemontesischen Heimatortes Volpedo, aus deren Mitte er stammte und deren Anliegen und sozialpolitische Forderungen er unterstützte, lieferten ihm den Hintergrund für die Ausgestaltung des Hauptwerkes.

## Motiv und Interpretation

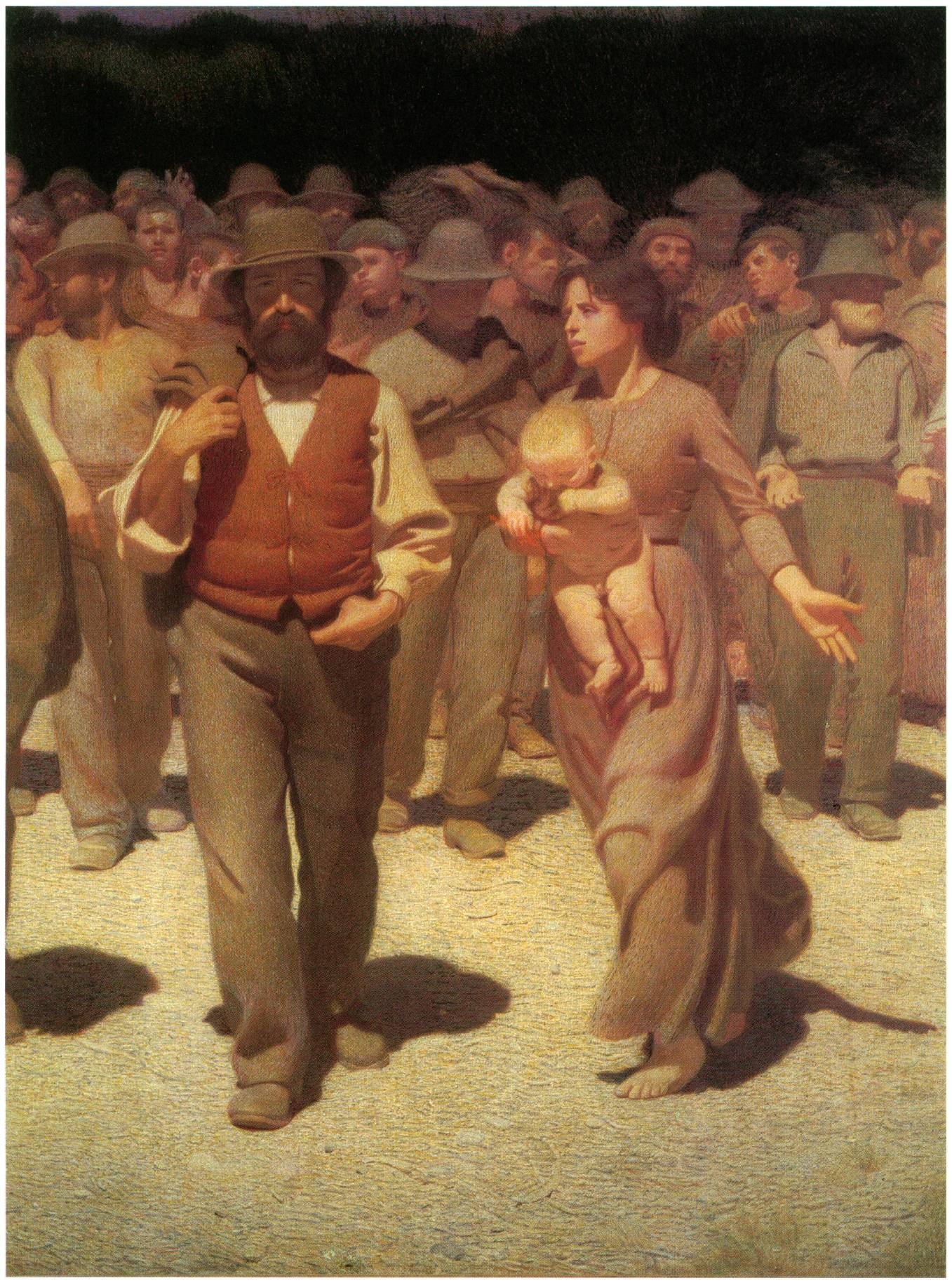
Ausschnitt aus dem Vordergrund des Gemäldes

Als Motiv von Il Quarto Stato wird eine aus der Dunkelheit ins Licht hervorschreitende Masse von Landarbeitern abgebildet; ein Demonstrationszug von Menschen beiderlei Geschlechts und fast jeden Lebensalters, der dem Betrachter frontal (auch konfrontativ), fordernd und selbstbewusst entgegenzumarschieren scheint (sinnbildlich „aus dem Schatten der Vergangenheit und der Geschichte in die erleuchtete Gegenwart“). Dessen vorderste Linien nehmen die gesamte Breite des Gemäldes ein. Ein Ende des Menschenstroms, der sich bis zum in der Dunkelheit angedeuteten Horizont zu erstrecken scheint, ist nicht auszumachen.
Im Zentrum und Vordergrund sind drei auf dem Originalgemälde lebensgroß dargestellte Personen (zwei entschlossen wirkende Männer und eine in klagender Mimik seitlich herbeitretende, vom Hochrenaissance-Maler Raffael inspirierte madonnenhaft erscheinende Frau mit männlichem Kleinkind auf dem Arm) als hervorstechende bzw. anführende Einzelpersonen mit individuellen Zügen zu erkennen; wohingegen die einzelnen Menschen der unmittelbar dahinter folgenden Menge oft nur schemenhaft erscheinen – sozusagen noch in der Anonymität der Masse verborgen und mit ihr verschmelzend.
Der Kulturwissenschaftler, Feuilletonist und Autor Georg Seeßlen schrieb im Jahr 2006 über Il Quarto Stato in vergleichendem Kontext zu anderen Kunstwerken zum Thema „Arbeit“ als Anmerkungen zum Verhältnis von Arbeit und moderner Kunst unter dem Titel „Arbeit macht Kunst“ für den Kulturteil der Wochenzeitung der Freitag (Textauszug):
„[…] Der Arbeiter als Rebell, wie in dem berühmten Bild von Giuseppe Pellizza da Volpedo, der 1901 Il Quarto Stato, den vierten Stand in erdigen Farben im heroischen Marsch auf den Betrachter zu zeigt, ersteht als bürgerlicher Mythos. Von den ‚Leiden und der Schönheit‘ der Arbeiter schwärmte Pellizza da Volpedo und zeigte die gebückten Gestalten der Ausgebeuteten, vor der Brücke, die zwischen den Habenden und den Nicht-Habenden nur die Waren überqueren lässt. Es ist der humanistische Realismus, der eine Erzählung der Arbeiterklasse beginnt, gegen das Verschwinden in der Leitkultur, deren Projekt immer wieder die nachhaltige Ausblendung der Arbeit scheint, bis zum Fernsehprogramm von gestern abend.
Zwanzig Jahre zuvor hatte Vincent van Gogh seinen Mann am Webstuhl oder sein auf dem Feld arbeitendes Paar noch in stoischer Gleichmut gezeigt; Pellizza da Volpedos Arbeiter dagegen sind bereits am Rand der Verzweiflung; nur ihre Erhebung kann sie retten, nur in der Revolte, nicht in der Arbeit steckt ihr Stolz. Zur gleichen Zeit sehen in den USA die Fotografen schon in die Sweat Shops und Ghetto-Ökonomien. Eine Form der organisierten Armut in endloser Arbeit entsteht, das genaue Gegenbild zu den fröhlichen Arbeitern auf den Baugerüsten der Hochhäuser, die bald darauf ein ‚offizielles‘ Bild der Arbeit abgeben sollten. […]“

## Ausstellungsort

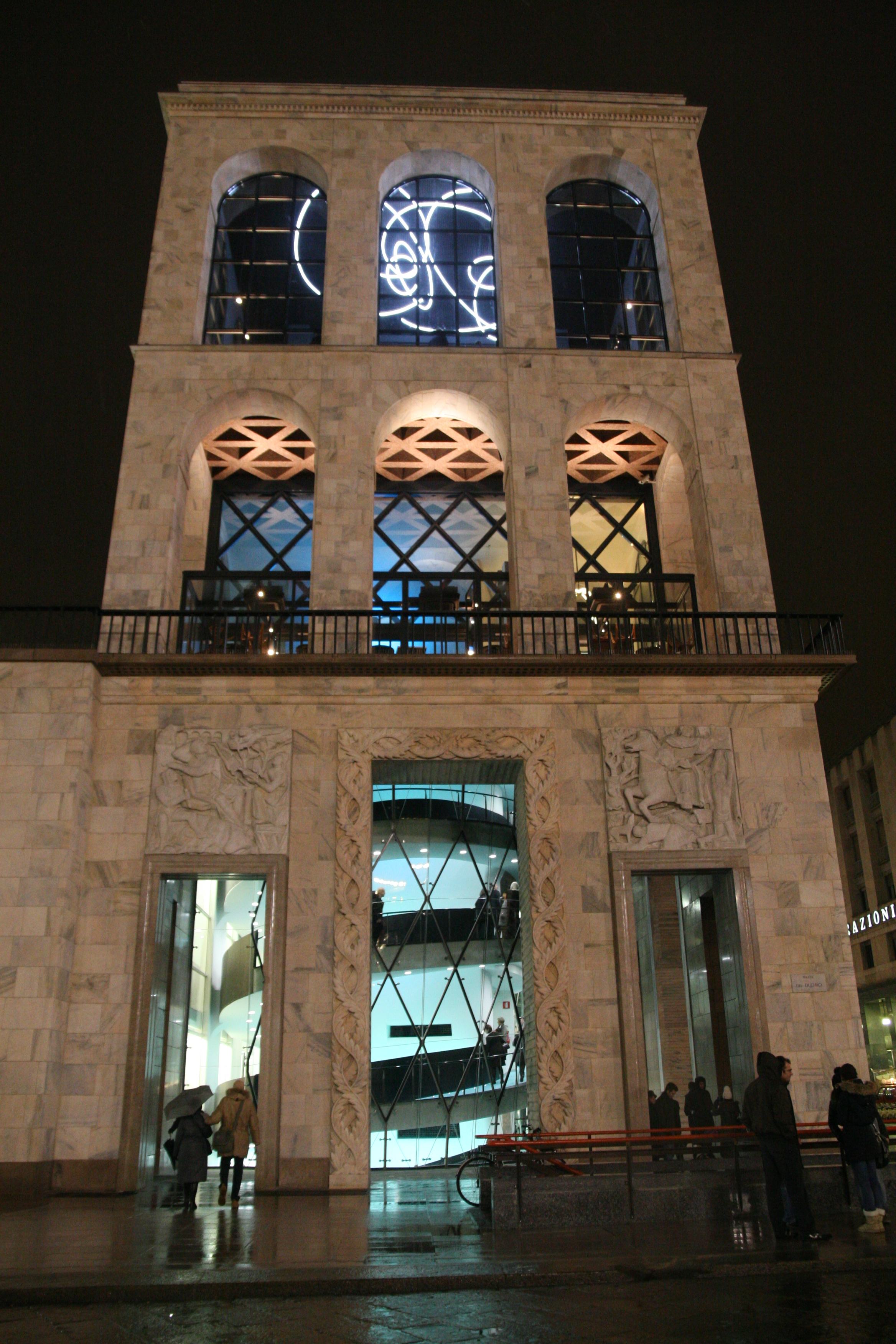
Haupteingang zum Museo del Novecento in Mailand

Bei einer im Jahr 1902 in Mailand eröffneten Ausstellung präsentierte Pellizza da Volpedo sein Gemälde erstmals einer breiten Öffentlichkeit. Die Stadt Mailand war es dann auch, die das Bild 1920 von den Erben des 1907 durch Suizid verstorbenen Künstlers käuflich erwarb. Es war lange Zeit in der dortigen Galerie für moderne Kunst (Galleria d'Arte Moderna) untergebracht.
In der Gegenwart ist Il Quarto Stato das ausstellungseröffnende Exponat des Museo del Novecento („Museum des 20. Jahrhunderts“), einem Museum für zeitgeschichtliche Kunst, das am 6. Dezember 2010 im Palazzo dell’Arengario in der norditalienischen Metropole neu eröffnet wurde.
Ein Vorgängergemälde des Bildes – „La Fiumana“ (Der Menschenstrom) – wird ebenfalls in Mailand, jedoch in der Pinacoteca di Brera, einem Museum für antike und moderne Kunst ausgestellt. Weitere Vorgängerentwürfe sind zumeist Bestandteile privater Sammlungen.

## Nachwirkende Rezeption und zusätzliche Verbreitung
Der italienische Regisseur Bernardo Bertolucci verwendete das Gemälde im Vorspann seines 1976 produzierten zweiteiligen Monumental-Spielfilms 1900 (italienisch: Novecento), untermalt mit der von Ennio Morricone komponierten tragenden Filmmusik unter dem Titel Romanzo.
Durch Bertoluccis international erfolgreiche Kinoproduktion erhielt „Il Quarto Stato“ zusätzliche Popularität. Die Herstellung von Poster-Nachdrucken des Gemäldes – in Relation zum Original mit deutlich kleinerem Format – stieg daraufhin an. Auf diese Weise war das Bild vor allem während der 1970er und 1980er Jahre als Wand-Dekoration in zahlreichen Haushalten insbesondere der linken und alternativen Szene verbreitet.
Vier Jahre vor Bertolucci war es 1972 der stilprägende Aktionskünstler Joseph Beuys, der in seiner vom Fotografen Giancarlo Pancaldi aufgenommenen Selbstinszenierung „La rivoluzione siamo Noi“ (Wir sind die Revolution) auf das Motiv von „Il Quarto Stato“ zurückgriff, indem er sich in der Pose der zentralen mittleren männlichen Figur des Gemäldes – in entschlossenem Ausdruck auf den Betrachter zumarschierend – ablichten ließ. Durch den Satz „Wir sind die Revolution“ stellte Beuys ein politisches und soziales Engagement in Zusammenhang mit seiner künstlerischen Arbeit. Damit beabsichtigte er, eine tradierte Verbindung zwischen Revolution und künstlerischer Avantgarde zu erneuern und zu propagieren.

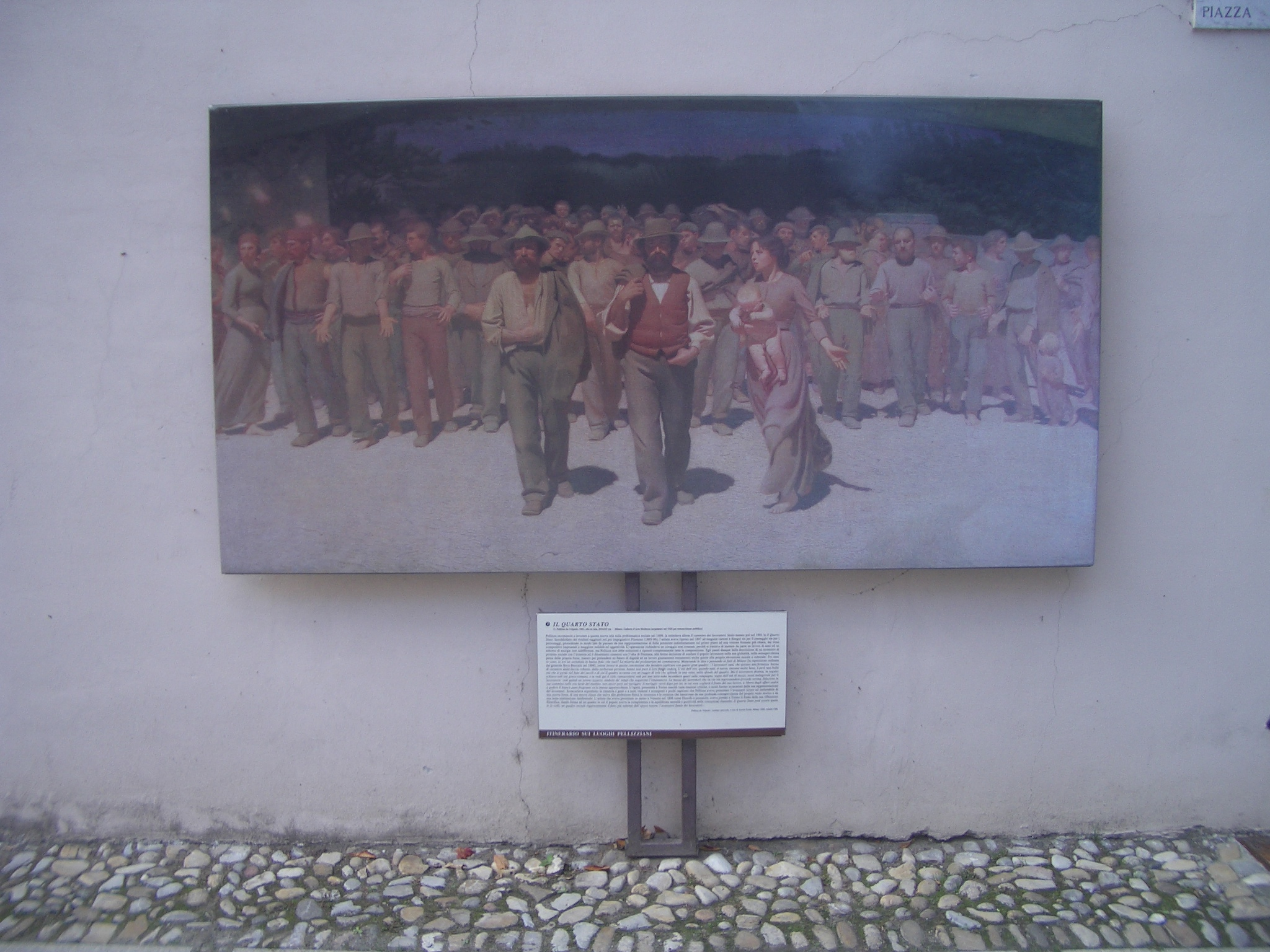
Verkleinerte Kopie des Gemäldes bei jenem Platz in Volpedo (dem Heimatort des Künstlers), der auch als Schauplatzvorlage des Gemäldes diente (Fotografie von 2007)

Im Jahr 2003 drehte der Regisseur und Autor Emilio Mandarino den knapp halbstündigen Kurzfilm „Il Quarto Stato“ für das italienische Fernsehen. In diesem dokumentarischen Porträt über Giuseppe Pellizza da Volpedo und sein Hauptwerk wird die Entwicklung des Bildes und der kreative Prozess des Künstlers von den ersten Skizzen im Jahr 1891 bis zum endgültigen Gemälde im Jahr 1901 nachgezeichnet und dramaturgisch aufbereitet.
Bis in die Gegenwart existieren viele weitere Adaptionen des Bildes in Assoziation zum ursprünglichen Werk, oft mit verfremdetem Motiv und bezogen auf unterschiedliche kulturelle, politische oder zeitgeschichtliche Zusammenhänge. Sie reichen von der Werbegrafik über das Wahlplakat bis hin zu Cartoons und Karikaturen. In jüngerer Zeit hatte das italienische Linksbündnis Rivoluzione Civile, das unter der Führung von Antonio Ingroia anlässlich der Neuwahl des italienischen Parlaments 2013 kommunistische, linkssozialdemokratische, grüne und linksliberale Parteien vereinte, zu seinem Symbol ebenfalls eine stilisierte Version des Werks erkoren.

## Literatur

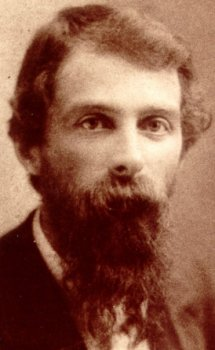
Giuseppe Pellizza da Volpedo, der Schöpfer des Gemäldes